# Plumularia wasini
Plumularia wasini is een hydroïdpoliep uit de familie Plumulariidae. De poliep komt uit het geslacht Plumularia. Plumularia wasini werd in 1922 voor het eerst wetenschappelijk beschreven door Jarvis. 